# Анизотропия растений
Анизотропия растений (от греч. anisos — неравный, trepo — поворачиваю, направляю) — способность органов растения принимать различные положения по отношению к исходящим из внешнего мира воздействиям. Примером может служить влияние света на верхушки побегов, которые вытягиваются по направлению к источнику света, между тем как листья становятся к нему более или менее перпендикулярно своей поверхностью. Анизотропия также создается преобладающими ветрами, близостью ледников или водоемов. Анизотропия растительности может возникать и по биологическим причинам, когда межвидовая конкуренция за тепло вытесняет виды растений на северные склоны.
Анизотропия обусловливает строение и общий план растения. Ранее термин «анизотропия» иногда употреблялся вместо термина «анизотропность», теперь вытеснен этим значением.